# ۱۵۶۸ (میلادی)
۱۵۶۸ (میلادی) هزار و پانصد و شصت و هشتمین سال تقویم میلادی است.

## زادگان
- ۱۱ فوریه – اونوره دورفه، شاعر فرانسوی (د. ۱۶۲۵)
- ۵ سپتامبر – توماسو کامپانلا، نویسنده و فیلسوف ایتالیایی (د. ۱۶۳۹)